# Olivetti Research Laboratory
Olivetti Research Laboratory (англ. Исследовательская лаборатория Olivetti) — исследовательское учреждение в области компьютерных вычислений и телекоммуникаций. Основано в 1986 году Германом Хаусером и Энди Хоппером.

## История
После покупки Olivetti компании Acorn Computers в 1985 году, Герман Хаусер, являвшийся сооснователем Acorn, стал в Olivetti вице-президентом по исследованиям и руководил лабораториями в США и Европе. В 1986 году Хаусер совместно с Энди Хоппером основал Olivetti Research Laboratory (ORL) в Кембридже (Англия). Хоппер стал директором лаборатории.
В 1988 году Хаусер ушёл из Olivetti. В 1997 году лаборатория сменила название на Olivetti & Oracle Research Lab. В январе 1999 года она была куплена компанией AT&T и стала называться AT&T Laboratories Cambridge.
AT&T Laboratories Cambridge в течение многих лет была ведущей европейской исследовательско-инженерной лабораторией в области коммуникаций. На международном уровне лаборатория признана успешным центром, осуществляющим перспективные исследования в коммуникационных, мультимедийных и мобильных технологиях.
В результате больших убытков AT&T пересмотрела структуру научно-исследовательских работ по всему миру и Cambridge labs были закрыты 24 апреля 2002 года.